# Экватор белых сосисок

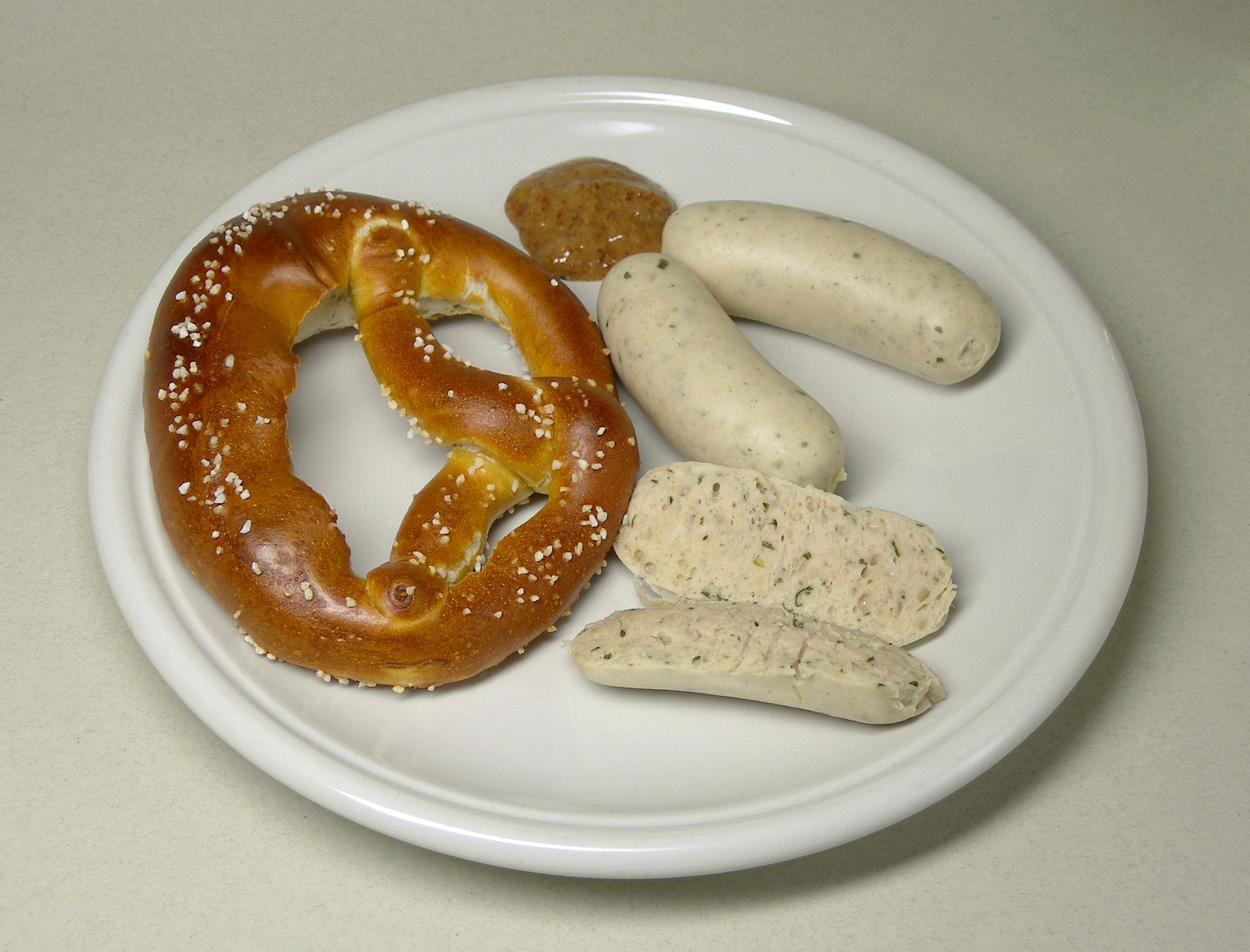
Белая колбаса с брецелем и сладкой горчицей

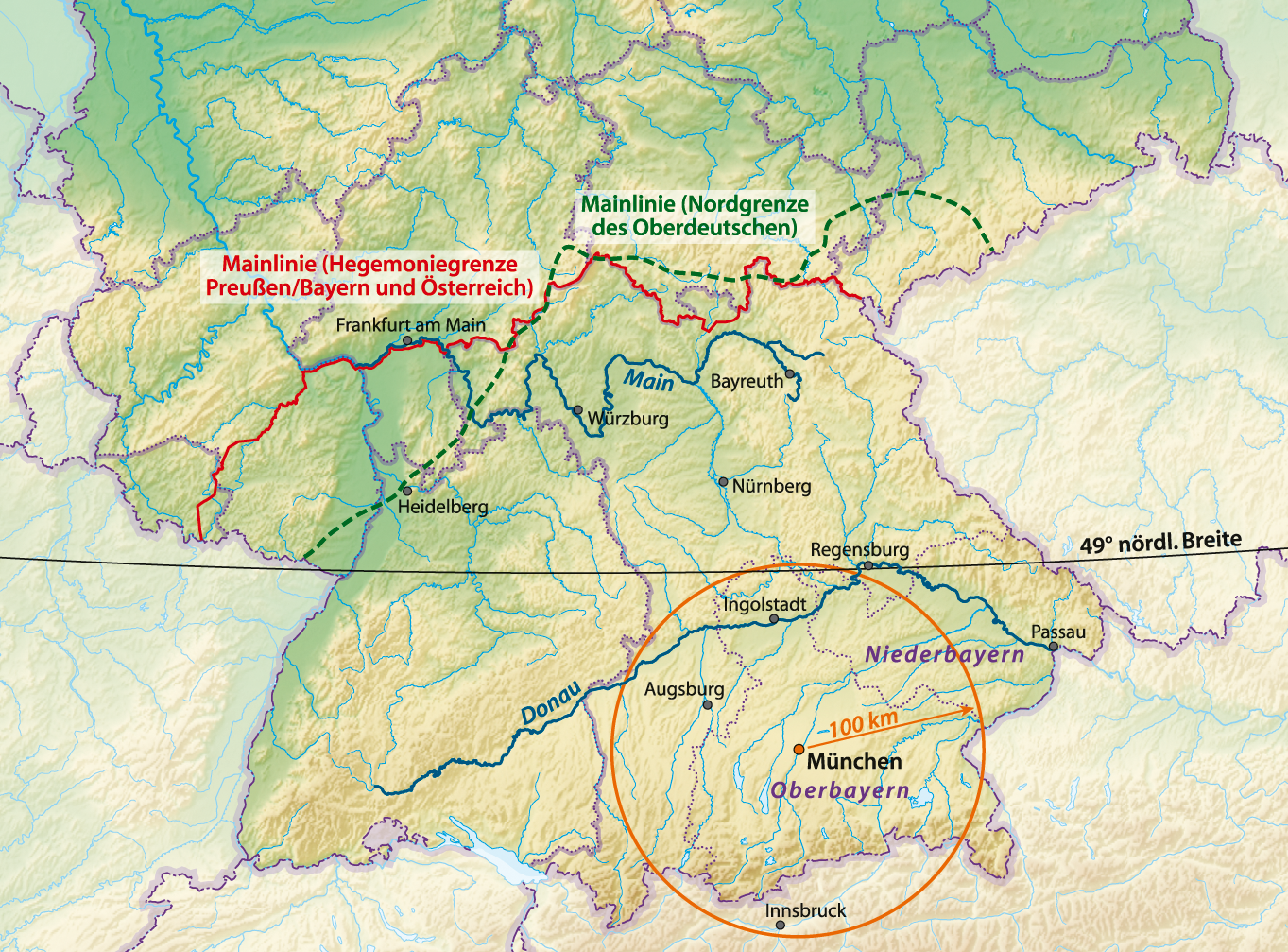
Карта различных версий расположения экватора белых сосисок

Эква́тор белых сосисок (нем. Weißwurstäquator) — шутливое наименование предположительной культурной границы между Старой Баварией и остальной Германией; определяется как зона распространения мюнхенских белых сосисок, которые считаются отличительной чертой баварской культуры.

## Положение экватора
В целом экватор белых сосисок проводят по реке Дунай, однако такая граница не включает части Нижней Баварии и Верхнего Пфальца; иногда его относят к 49-й широте (к северу от Ингольштадта). По другим представлениям, речь идёт о 100-километровой зоне от Мюнхена, в которую не входит значительная часть Верхней Баварии. Некоторые считают экватором границу по реке Дунай — от Пассау в сторону сначала северо-запада, а потом — юго-запада. По площади это уже больше Баварии. По альтернативным версиям, границей считается Майнская линия вдоль реки Майн, которая признана диалектной границей северной Германии, или же историко-политическая граница между Пруссией и Баварией c Австрией, которая называется также Майнская линия; тогда в зону, помимо Старой Баварии, входит также Баден-Вюртемберг и значительная часть Франконии, где однако имеются уже значительные культурные различия с Баварией и белые сосиски уже не приняты.
Термин используется также для разграничения Северной и Средней Германии, при этом экватор проводят по реке Майн или недалеко от неё.
Обитателей района к северу от экватора белых сосисок австрийцы шутливо называют «пифке».